# No Depression (album)
No Depression debitantski je studijski album američkog alter country sastava Uncle Tupelo, objavljen u lipnju 1990. Nakon formiranja krajem osamdesetih, Uncle Tupelo je snimio demovrpcu Not Forever, Just for Now, koja je 1989. zaradila pozitivnu kritiku u College Media Journalu. Recenzija je pripomogla potpisu ugovora s Rockville Recordsom kasnije iste godine. Album je snimljen s producentima Seanom Sladeom i Paulom Q. Kolderiejem u studiju Fort Apache s budžetom od 3.500 dolara.
No Depression je naišao na pozitivne recenzije te ostvario dobru prodaju kroz nezavisno izdanje. Prodavši se u 15.000 primjeraka u manje od godinu dana od svoga objavljivanja, uspjeh albuma doveo je do osnivanja časopisa No Depression. Album se smatra jednim od najvažnijih u žanru alternativnog countryja, a njegov se naslov često koristi kao sinonim za žanr koji je popularizirao časopis. Nakon što je kroz sudsku tužbu ostvario prava na album, Uncle Tupelo je 2003. u izdanju Legacy Recordsa objavio obnovljenu verziju, proširenu sa šest dodatnih pjesama.

## Pozadina
Jay Farrar, Jeff Tweedy i Mike Heidorn počeli su svoje glazbene karijere u osamdesetima u garage sastavu The Plebes. Nakon nekoliko nastupa, kreativne razlike između članova dovele su do oslanjanja sastava na punk rock zvuk. Kako je punk rock u području St. Louisa bio nepopularan, sastav je promijenio svoj stil u blues-rock i preimenovao se u Uncle Tupelo. U to su vrijeme prestali izvoditi obrade pjesama i počeli pisati vlastite.
Sastav je otkrio glazbenu scenu oko Sveučilišta Washington u St. Louisu, gdje su sastavi kao kao što je Chicken Truck Chucka Hennemana svirali sličan stil. Trio je svoje prve profesionalne pjesme snimio u Champaignu s producentom Adamom Schmittom. Demovrpca Not Forever, Just for Now sadržavala je rane verzije nekoliko pjesama koje će se kasnije pojaviti na njihovu debitantskom albumu, uključujući "Train", "Whiskey Bottle", "Flatness", "Screen Door" i "Before I Break".
Taj demo, kao i rigorozni raspored turneje sastava, privukli su pozornost nekoliko glazbenih skauta. Glazbene kuće isprva su se pribojavale potpisivanja sa sastavom kojeg su percipirali kao da je u raskoraku s "podjelom između countrificiranog punka ranih osamdesetih kao što su Green on Red, Jason & the Scorchers i X — od kojih nijedan nije ostvario zapaženiji uspjeh na ljestvicama - i pacifičko-sjeverozapadnog grungea Mudhoneyja i Nirvane, koji su još uvijek bili godinama od komercijalnog proboja". Međutim, utjecajni CMJ New Music Report objavio je 1989. pozitivnu recenziju demoizdanja, hvaleći njegovu "zrelost, razvijenost, ozbiljno promišljeno kantautorstvo". Ta je recenzija nagnala njujorškog distributera Dutch East India Trading da financira snimanje prvog albuma sastava kojeg bi objavila njihova izdavačka kuća Giant Records, netom prije nego što je etiketa preimenovana u Rockville Records.

## Snimanje
Šest mjeseci prije potpisivanja punog ugovora s Giantom/Rockvilleom, Uncle Tupelo je snimio pjesme za No Depression u razdoblju od deset dana u siječnju 1990. u Fort Apache Southu, glazbenom studiju u Bostonu. Kako trio nije mogao priuštiti cijenu snimanja u studiju u obližnjem Cambridgeu, odlučili su se za jeftiniji Fort Apache. Produkcija albuma stajala je 3.500 dolara, od čega je tisuću otišlo producentima Seanu Sladeu i Paulu Q. Kolderieju. Sastav je htio raditi s producentskim dvojcem nakon što su čuli njihovu produkciju albuma Dinosaur Jr.-a Bug. Producenti su dopustili Farraru da koristi istu Gibson Les Paul gitaru iz 1961. koju je J. Mascis koristio na Bugu, koja je na No Depression svojim snažnim akordima pružala bogatiji ton.
Slade i Kolderie sugerirali su sastavu da odbace roots rock utjecaje s Not Forever, Just for Now i nagovorili ih da zamijene dionice na usnoj harmonici pedal steel gitarom. Slade i Kolderie za taj su zadatak angažirali gitarista Richa Gilberta iz Human Sexual Responsea. Pjesme su snimljene bez mnogo zvučne montaže; kasnije im je dodano samo nekoliko dionica na bendžu i akustičnoj gitari. Snimanje se odvijalo prije nego što je Uncle Tupelo bio službeno povezan s Giant Recordsom, pa je utjecaj izdavačke kuće bio minimalan.
Pjesme su stihovno odražavale iskustva članova sastava tijekom odrastanja u Bellevilleu. Farrar i Tweedy romantizirali su priče o nezaposlenosti, alkoholizmu i osjećaju življenja u malom gradu u pokušaju da oponašaju tekstopisce kao što je Woody Guthrie. Glazbeno, No Depression je bio pod utjecajem glazbenog obrasca start-stop Minutemena. Na omotu albuma nalazi se mutna fotografija sastava koju je uslikao J. Hamilton, a koja podsjeća na izdanja Folkways Recordsa.

## Promocija i prijem
No Depression objavio je Rockville Records 21. lipnja 1990. Promotivna turneja za album počela je u Cicero's Basementu, lokalu u St. Louisu povezanom sa Sveučilištem Washington. Turneja je odvela Uncle Tupelo na Istočnu obalu i Jugozapad Sjedinjenih Država. Radijske postaje iz Missourija KDHX i KCOU često su emitirale pjesme s albuma. Do ožujka 1991., No Depression je prodan u više od 15.000 primjeraka, što je bila respektabilna brojka za izdanje nezavisne etikete. Zarada od albuma pokrila je 3.500 dolara troškova produkcije, ali je Rockville odbio platiti sastavu tantijeme. Farrar i Tweedy kasnije su uspješno tužili direktora Rockvillea Barryja Tenenbauma kako bi povratili tantijeme. Iznenađujući uspjeh albuma nagnao je Columbiju Records da plati sastavu snimanje dodatnih pjesama u ljeto 1990. sa Sladeom i Kolderiejem u Fort Apache Studiu, ali rezultati nisu objavljeni. Rolling Stone nije objavio recenziju albuma po njegovu izlasku, iako je časopis kasnije uvrstio sastav u članak o zvijezdama u usponu zajedno s Black Crowesima. Rolling Stone kasnije je nazvao album "jednim od najglasnijih, najusamljenijih tužaljki koja se uzdigla iz recesijom pogođenih prostranstava Srednjeg Zapada". Robert Christgau odbacio je album nazvavši ga "mućkom".
Nakon tužbe protiv Tenenbauma, Farrar i Tweedy dobili su prava na svoja prva tri albuma (među kojima i No Depression), koja je prije toga držao Rockville. Uncle Tupelo 2003. je obnovio i ponovno objavio No Depression sa šest dodatnih pjesama u izdanju Legacy Recordsa, etikete Sony Musica. Među bonus pjesmama bile su obrade "Sin City" Flying Burrito Brothersa, "Blues Die Hard" Carter Family i "Left in the Dark" Vertebratsa. Na omotu reizdanja nalazio se i članak Mikea Heidorna o ranim danima Uncle Tupela i stvaranju No Depression. Nakon ponovnog objavljivanja, Allmusic je album nazvao "čuvenom uvodnom salvom Uncle Tupela", hvaleći njegovu "neporecivu električnost", dodajući kako je unio "novi život" fuziji countryja i punk rocka. Kritičar Rolling Stonea Tom Moon hvalio je "impresivni spisateljski opseg sastava", ali i naglasio da je bonus materijal "zadovoljavajući, ali ne i dosljedan". Pitchfork Media ocijenio je reizdanje sa 6,7 od 10, osvrnuvši se: "No Depression je inovativan nekih trinaest minuta, nakon čega je bolno izlišan".
RealNetworks je naveo No Depression kao jedan od najvažnijih albuma u žanru alternativnog countryja. Djelomično je tome razlog bio uspjeh časopisa o alternativnom countryju No Depression, koji je svoje ime preuzeo od albuma. Zbog utjecaja albuma na alternativni country, "No Depression" se često koristi kao sinonim za žanr. Kritičar Allmusica Jason Ankeny istaknuo je da je album pomogao sastavu "pokrenuti revoluciju koja se proširila diljem američke underground scene". Časopis Spin 1999. je naveo album kao jedan od "Top 90 albuma 90-ih".

## Popis pjesama
| Br. | Skladba                                          | Autor                              | Trajanje |
| --- | ------------------------------------------------ | ---------------------------------- | -------- |
| 1.  | »Graveyard Shift«                                | Farrar, Tweedy, Heidorn            | 4:43     |
| 2.  | »That Year«                                      | Farrar, Tweedy                     | 2:59     |
| 3.  | »Before I Break«                                 | Farrar, Tweedy, Heidorn            | 2:48     |
| 4.  | »No Depression«                                  | A.P. Carter                        | 2:20     |
| 5.  | »Factory Belt«                                   | Farrar, Tweedy, Heidorn            | 3:13     |
| 6.  | »Whiskey Bottle«                                 | Farrar, Tweedy, Heidorn            | 4:46     |
| 7.  | »Outdone«                                        | Farrar, Tweedy                     | 2:48     |
| 8.  | »Train«                                          | Tweedy                             | 3:19     |
| 9.  | »Life Worth Livin'«                              | Farrar, Tweedy, Heidorn            | 3:32     |
| 10. | »Flatness«                                       | Tweedy                             | 2:58     |
| 11. | »So Called Friend«                               | Farrar                             | 3:12     |
| 12. | »Screen Door«                                    | Farrar, Tweedy, Heidorn            | 2:42     |
| 13. | »John Hardy« (jedina bonus pjesma na CD izdanju) | Tradicionalna; aranžman Lead Belly | 2:21     |

| 14. | »Left in the Dark«                                        | Draznik                     | 3:09 |
| 15. | »Won't Forget«                                            | Farrar, Tweedy, Heidorn     | 2:51 |
| 16. | »Sin City«                                                | Gram Parsons, Chris Hillman | 3:53 |
| 17. | »Whiskey Bottle (Live Acoustic)« (prethodno neobjavljena) | Farrar, Tweedy, Heidorn     | 4:40 |
| 18. | »No Depression (1988 Demo)« (prethodno neobjavljena)      |                             | 2:19 |
| 19. | »Blues Die Hard (1987 Demo)« (prethodno neobjavljena)     | A. P. Carter                | 4:08 |

## Osoblje
Uncle Tupelo
- Jay Farrar – vokali, gitara, bendžo, mandolina, violina, usna harmonika
- Mike Heidorn – bubnjevi, cimbale
- Jeff Tweedy – vokali, akustična gitara, bas-gitara

Dodatno osoblje
- Rich Gilbert – pedal steel gitara
- J. Hamilton – fotografija
- Paul Q. Kolderie – produkcija, zvuk, zvučni efekti
- Sean Slade – produkcija, klavir, inženjer zvuka, prateći vokali

## Vanjske poveznice
- Omot reizdanja No Depression iz 2003. na factorybelt.net